# Agustín Velotti
Agustín Velotti (Larroque, Entre Ríos, Argentina, 24 de mayo de 1992) es un tenista argentino. Su ranking más alto logrado a nivel individual fue el N.º 166, alcanzado el 16 de septiembre de 2013. En modalidad de dobles alcanzó el puesto N.º 290 el 17 de junio de 2013.
En su carrera le ha ganado a jugadores top 100 como: Horacio Zeballos, Alejandro Falla (2014), Máximo González (2015) y Facundo Bagnis (2016)

## Carrera
En 2010 Velotti conquistó el torneo Junior de Roland Garros al derrotar a su amigo Andrea Collarini en sets corridos por 6-4 y 7-5.
Anteriormente conquistó distintos torneos de menores, incluyendo el B16 de Buenos Aires en 2007. En 2008 los torneos B18 G5 de Londrina, B18 G5 de Montevideo, B16 Mondial París Cadets Trophee Lagardere de París, B16 Torneo Dell Avenire de Milán, B16 de Montecatini, B16 de la Copa Argentina de San Miguel, y la B16 Copa Indervalle de Cali, y en 2009 en B18 la Astrid Bowl de Loverval. Ha ganado Futures en Paraguay en 2010. También el Arg F1, Perú F2, y Perú F3 (en 2011). En 2012 logró el Arg F4 y el Brasil F27. En 2014 el Colombia F5 y  el México F12. En 2016 se adjudicó el USA F6

### 2012
En el mes de julio gana su primer torneo challenger en modalidad dobles, junto a su compatriota Facundo Argüello. Se hacen con el Challenger de Lima al derrotar en la final a la pareja italiana conformada por Claudio Grassi
y Luca Vanni por 7-6(4), 7-6(5).

### 2013
El 11 de agosto de 2013 ganó su primer Challenger de su carrera en individual, tras ganarle al esloveno Blaž Rola por 6-3 y 6-4 en el Challenger de Río de Janeiro 2013.

### 2016
El de 4 de septiembre de 2016 ganó su segundo torneo ATP Challenger Tour en la ciudad de Curitiba venciendo en la final al tenista local Andre Ghem con parciales de 6-0 y 6-4.

## Títulos; 3 (2 + 1)
| Lectura                     |
| Grand Slam                  |
| ATP World Tour Finals       |
| ATP World Tour Masters 1000 |
| ATP World Tour 500          |
| ATP World Tour 250          |
| ATP Challenger Tour (3)     |

### Individuales (2)
| No. | Fecha      | Torneo                              | Superficie    | Finalista  | Resultado |
| --- | ---------- | ----------------------------------- | ------------- | ---------- | --------- |
| 1.  | 11.08.2013 | Challenger de Río de Janeiro Brasil | Tierra batida | Blaž Rola  | 6-3, 6-4  |
| 2.  | 04.09.2016 | Challenger de Curitiba Brasil       | Tierra batida | Andre Ghem | 6-0, 6-4  |

### Dobles (1)
| No. | Fecha      | Torneo                  | Superficie    | Pareja           | Finalista                 | Resultado      |
| --- | ---------- | ----------------------- | ------------- | ---------------- | ------------------------- | -------------- |
| 1.  | 08.07.2012 | Challenger de Lima Perú | Tierra batida | Facundo Argüello | Claudio Grassi Luca Vanni | 7-6(4), 7-6(5) |